# Battaglie romane
Quella che segue è la lista delle battaglie romane, in ordine cronologico.
La lista è in continua evoluzione e potrà subire nel corso del tempo costanti aggiornamenti: in essa, infatti, sono citate soprattutto le battaglie più importanti e famose.
Per consultare invece le guerre che i Romani combatterono dalla fondazione di Roma (753 a.C.) fino alla caduta dell'Impero romano d'Occidente (476 d.C.) si veda invece la voce storia delle campagne dell'esercito romano.
Si consulti anche la voce Fasti triumphales dove sono riportati i trionfi romani nelle guerre condotte dalla fondazione fino all'epoca augustea.

## VIII secolo a.C. (secondo la leggenda)
| Anno/periodo                              | Battaglia                 | schieramenti e svolgimento                             |
| ----------------------------------------- | ------------------------- | ------------------------------------------------------ |
| Al tempo di Romolo (753-751 a.C.)         | Battaglia del lago Curzio | tra Romani e Sabini                                    |
| Al tempo di Romolo (748-746 a.C. circa)   | Battaglia di Fidene       | dove il primo re di Roma sconfigge i Fidenati          |
| Al tempo di Romolo (737-736 a.C. circa)   | Battaglia di Cameria      | tra Romani e Camerii (facenti parte dei prisci Latini) |
| Al tempo di Romolo (dopo il 737-736 a.C.) | prima guerra contro Veio  | tra Romani e Veienti                                   |

## VI secolo a.C.
| Anno/periodo | Battaglia                   | schieramenti e svolgimento                                                       |
| ------------ | --------------------------- | -------------------------------------------------------------------------------- |
| 509 a.C.     | Battaglia della Selva Arsia | tra Romani ed Etruschi, dove viene ucciso il console Lucio Giunio Bruto          |
| 508/504 a.C. | Assedio di Roma             | ad opera di Lars Porsenna, lucumone etrusco di Chiusi ai danni della stessa Roma |

## V secolo a.C.
| Anno/periodo   | Battaglia                  | schieramenti e svolgimento |
| -------------- | -------------------------- | --- |
| 499 o 496 a.C. | Battaglia del Lago Regillo | Una delle prime leggendarie vittorie romane: la lega di trenta popoli latini viene vinta grazie all'aiuto divino dei Dioscuri: Castore e Polluce |
| 487 a.C.       | Battaglia di Preneste      | I Romani sconfiggono gli Ernici |
| 487 a.C.       | Battaglia di Velletri      | I Romani sconfiggono i Volsci |
| 484 a.C.       | Battaglia di Anzio         | I Volsci sconfiggono i Romani |
| 484 a.C.       | Battaglia di Longula       | I Romani sconfiggono i Volsci |
| 480 a.C.       | Battaglia di Veio          | I Romani e i loro alleati Latini ed Ernici sconfiggono gli Etruschi                                                                              |
| 477 a.C.       | Battaglia del Cremera      | Sconfitta e strage della gens Fabia contro Veio presso il fiume Cremera                                                                          |
| 476 a.C.       | Battaglia del Gianicolo    | I Romani sconfiggono i Veienti, che abbandonano il Gianicolo                                                                                     |
| 475 a.C.       | Battaglia di Veio          | I Romani sconfiggono i Veienti e gli alleati Sabini                                                                                              |
| 468 a.C.       | Battaglia di Anzio         | I Romani sconfiggono una coalizione di Volsci ed Equi                                                                                            |
| 458 a.C.       | Battaglia del Monte Algido | Cincinnato, nominato dittatore sconfigge gli Equi                                                                                                |
| 446 a.C.       | Battaglia di Corbione      | Tito Quinzio Capitolino Barbato guida i Romani in una vittoria su Equi e Volsci                                                                  |
| 437 a.C.       | Battaglia di Fidene        | I Romani battono una coalizione di Fidenati, Veienti e Falisci                                                                                   |
| 426 a.C.       | Battaglia di Fidene        | I Romani battono una coalizione di Fidenati e Veienti                                                                                            |

## IV secolo a.C.
| Anno/periodo | Battaglia                      | schieramenti e svolgimento |
| ------------ | ------------------------------ | --- |
| 396 a.C.     | Caduta di Veio                 | I Romani compiono un grande passo in avanti nella conquista dell'Etruria |
| 390 a.C.     | Battaglia del fiume Allia      | I Galli sconfiggono i Romani sull'Allia, nei pressi di Roma, nell'ambito delle spedizioni celtiche in Italia. Ne seguirà il primo Sacco di Roma del 390 - 386 a.C.                                                                                         |
| 360 a.C.     | Battaglia dell'Aniene          | I Romani, guidati da Tito Manlio Torquato Imperioso, sconfiggono i Galli presso l'omonimo fiume |
| 343 a.C.     | Battaglia del Monte Gauro      | Il console romano Marco Valerio Corvo sconfigge i Sanniti. |
| 341 a.C.     | Battaglia di Suessula          | Marco Valerio Corvo sconfigge nuovamente i Sanniti. Fine della prima guerra sannitica |
| 340 a.C.     | Battaglia del Vesuvio          | I Romani al comando di Publio Decio Mure sconfiggono i ribelli Latini. Decio Mure cade in battaglia |
| 340 a.C.     | Battaglia di Trifano           | Il generale romano Tito Manlio Torquato sconfigge definitivamente i Latini |
| 321 a.C.     | Battaglia delle Forche Caudine | I Romani, nelle vicinanze di Caudio, sotto il comando dei consoli Spurio Postumio e Tiberio Veturio Calvino sono accerchiati dai Sanniti, comandati dal loro generale Gaio Ponzio e sono costretti a passare sotto il giogo e a firmare una pace umiliante |
| 316 a.C.     | Battaglia di Lautulae          | I Sanniti sconfiggono i Romani, nei pressi dell'attuale Terracina nel quadro della Seconda guerra sannitica |
| 310 a.C.     | Battaglia del lago Vadimone    | I Romani sconfiggono gli Etruschi |
| 305 a.C.     | Battaglia di Boviano           | I consoli romani Marco Fulvio Petino e Lucio Postumio sconfiggono i Sanniti; fine della seconda guerra sannitica |

## III secolo a.C.
| Anno/periodo          | Battaglia                                     | schieramenti e svolgimento |
| --------------------- | --------------------------------------------- | --- |
| 298 a.C.              | Battaglia di Camerino                         | I Sanniti sconfiggono i Romani comandati da Lucio Cornelio Scipione nella prima battaglia della terza guerra sannitica                                                                  |
| 297 a.C.              | Battaglia di Tiferno                          | I Romani sotto il comando di Quinto Fabio Massimo e Lucio Cornelio Scipione Barbato sconfiggono l'armata sannita condotta da Gellio Stazio                                              |
| 295 a.C.              | Battaglia di Sentino                          | I Romani sotto Quinto Fabio Massimo Rulliano e Publio Decio Mure sconfiggono i Sanniti e i loro alleati Etruschi e Galli Senoni, forzando Etruschi, Galli e Umbri a trattare la pace    |
| 293 a.C.              | Battaglia di Aquilonia                        | I Romani sconfiggono definitivamente i Sanniti |
| 285 a.C.              | Battaglia di Arezzo                           | Un esercito romano sotto il comando di Lucio Cecilio Metello Denter è distrutto dai Galli                                                                                               |
| 283 a.C.              | Battaglia del lago Vadimone                   | Un esercito Romano sotto Publio Cornelio Dolabella sconfigge gli Etruschi e i Galli |
| 282 a.C.              | Battaglia di Populonia                        | La resistenza Etrusca alla dominazione Romana dell'Italia è definitivamente spezzata |
| 280 a.C.              | Battaglia di Heraclea                         | Primo scontro tra Romani e Greci, questi ultimi guidati da Pirro re dell'Epiro che è vittorioso, ma ad un costo eccessivo                                                               |
| 279 a.C.              | Battaglia di Ascoli di Puglia                 | Pirro sconfigge nuovamente i Romani |
| 275 a.C.              | Battaglia di Benevento                        | Pirro è finalmente sconfitto dai Romani sotto Manio Curio Dentato |
| 264 a.C.              | Battaglia di Messina                          | I Romani occupano la città di Messina contro le forze di Cartagine e Siracusa |
| 261 a.C.              | Battaglia di Agrigento                        | Le forze cartaginesi sotto Annibale Giscone e Annone sono sconfitte dai Romani, che controllano così la maggior parte della Sicilia                                                     |
| 260 a.C.              | Battaglia delle Isole Lipari                  | Una forza navale romana è sconfitta dai Cartaginesi |
| 260 a.C.              | Battaglia di Milazzo                          | Una forza navale romana al comando di C. Duilio sconfigge la flotta cartaginese, dando a Roma il controllo del Mediterraneo occidentale                                                 |
| 259 a.C.              | Battaglia di Sulci                            | Vittoria romana in uno scontro minore con la flotta cartaginese in Sardegna. Inizio dell'interesse romano per l'isola                                                                   |
| 257 a.C.              | Battaglia di Tindari                          | Scontro navale minore fra Roma e Cartagine nelle acque di Sicilia |
| 256 a.C.              | Battaglia di Capo Ecnomo                      | Una flotta cartaginese sotto Amilcare e Annone è sconfitta nel tentativo di arrestare un'invasione romana dell'Africa da parte di Marco Atilio Regolo                                   |
| 256 a.C.              | Battaglia di Adys                             | I Romani guidati da Marco Atilio Regolo sconfiggono i Cartaginesi nel Nord Africa |
| 255 a.C.              | Battaglia di Tunisi o del fiume Bagradas      | I Cartaginesi guidati da Santippo, un mercenario greco, sconfiggono i Romani alla guida di Regolo, che è catturato                                                                      |
| 254 a.C.              | Prima battaglia di Palermo                    | Palermo viene conquistata dai Romani di Gneo Cornelio Scipione Asina e Aulo Atilio Calatino dopo una breve battaglia                                                                    |
| 251 a.C.              | Seconda battaglia di Palermo                  | Forze cartaginesi sotto Asdrubale sono sconfitte dai Romani sotto Lucio Cecilio Metello Denter                                                                                          |
| 250 a.C.              | Assedio di Lilibeo                            | Inizia l'assedio con battaglie navali e terrestri; durerà fino alla fine della prima guerra punica                                                                                      |
| 249 a.C.              | Battaglia di Trapani                          | I Cartaginesi sotto Aderbale sconfiggono la flotta del console romano Publio Claudio Pulcro                                                                                             |
| 248 a.C.              | Battaglie di Monte Erice                      | Inizia la serie di scontri di guerriglia di Amilcare in territorio siciliano fra Palermo e Trapani                                                                                      |
| 241 a.C.              | Battaglia delle Isole Egadi                   | Una vittoria navale romana sui Cartaginesi pone fine alla prima guerra punica |
| 225 a.C.              | Battaglia di Fiesole                          | I Romani sono sconfitti dai Galli del Nord Italia |
| 225 a.C.              | Battaglia di Talamone                         | I Romani sotto Emilio Papo e Gaio Atilio Regolo sconfiggono un'alleanza di popolazioni celtiche                                                                                         |
| 222 a.C.              | Battaglia di Clastidio                        | I Romani sotto Marco Claudio Marcello sconfiggono i Galli |
| 219 a.C.              | Assedio di Sagunto                            | I Saguntini, alleati dei Romani, si arrendono all'assedio dei Cartaginesi di Annibale                                                                                                   |
| 218 a.C.              | Battaglia di Lilibeo                          | Fu il primo scontro navale tra Roma e Cartagine durante la seconda guerra punica |
| 218 a.C.              | Assedio di Modena                             | Le popolazioni celtiche dei Boi si ribellarono dopo aver saputo dell'avanzata di Annibale in Gallia Transalpina                                                                         |
| 218 a.C.              | Battaglia di Cissa                            | Primo scontro tra Romani e Cartaginesi in terra spagnola, in cui Gneo Cornelio Scipione Calvo coglie di sorpresa e sconfigge l'esercito di Annone                                       |
| 218 a.C. (novembre)   | Battaglia del Ticino                          | Annibale sconfigge i Romani sotto Publio Cornelio Scipione il Vecchio in un piccolo scontro di cavalleria                                                                               |
| 218 a.C. (dicembre)   | Battaglia della Trebbia                       | Annibale sconfigge i Romani sotto Tiberio Sempronio Longo, che scioccamente aveva attaccato                                                                                             |
| 217 a.C. (gennaio)    | Battaglia di Piacenza                         | Fu un doppio scontro tra Romani e Cartaginesi di secondaria importanza durante la seconda guerra punica                                                                                 |
| 217 a.C. (gennaio)    | Battaglia di Victumulae                       | Fu uno scontro tra Romani e Cartaginesi di secondaria importanza durante la seconda guerra punica                                                                                       |
| 217 a.C.              | Battaglia del fiume Ebro                      | Durante un attacco a sorpresa, i Romani sconfiggono e catturano la flotta cartaginese in Hispania                                                                                       |
| 217 a.C. (aprile)     | Battaglia del Lago Trasimeno                  | In un'imboscata, Annibale distrugge l'esercito Romano di Gaio Flaminio, che è ucciso |
| 217 a.C.              | Battaglia dell'Agro Falerno                   | Annibale evitò la distruzione del suo esercito con l'inganno, riuscendo a sfuggire alla trappola tesagli da Fabio dopo una piccola schermaglia                                          |
| 216 a.C. (2 agosto)   | Battaglia di Canne                            | Annibale distrugge l'esercito romano di Lucio Emilio Paolo e Gaio Terenzio Varrone. Questa battaglia è considerata uno dei grandi capolavori dell'arte tattica.                         |
| 216 a.C.              | Prima battaglia di Nola                       | Il generale romano Marco Claudio Marcello scampa a un attacco di Annibale |
| 216 a.C.              | Assedio di Acerra                             | Il condottiero cartaginese Annibale assedia e distrugge la città di Acerra |
| 216 a.C.              | Battaglia della Selva Litana                  | In un agguato i Galli Boi distruggono un esercito di 25000 (o 16000) romani e socii guidati da Lucio Postumio Albino                                                                    |
| 215 a.C.              | Battaglia di Dertosa                          | I due Scipioni sconfiggono in Spagna le forze cartaginesi condotte da Asdrubale Barca                                                                                                   |
| 215 a.C.              | Battaglia di Cuma                             | I Romani riescono a respingere l'assedio posto da Annibale alla città di Cuma |
| 215 a.C.              | Battaglia di Decimomannu                      | Le forze romane in Sardegna riuscirono a sopprimere una rivolta dei Sardi, guidati da Amsicora, e alleati dei Cartaginesi                                                               |
| 215 a.C.              | Seconda battaglia di Nola                     | Marcello di nuovo respinge un attacco di Annibale |
| 214 a.C.              | Terza Battaglia di Nola                       | Marcello combatte una battaglia non decisiva con Annibale |
| 214 a.C.              | Battaglia di Benevento                        | il proconsole Tiberio Sempronio Gracco sconfigge il comandante cartaginese Annone (figlio di Bomilcare)                                                                                 |
| 214 a.C.              | Battaglia di Munda                            | Scontro dall'esito incerto in Spagna tra i due Scipioni e i Cartaginesi |
| 214 a.C.              | Battaglia di Orongi                           | Vittoria romana in Spagna tra i due Scipioni e i Cartaginesi |
| 213 a.C.              | Assedio di Arpi                               | Gli abitanti di Arpi dopo l'irruzione romana all'interno della città tornarono all'antica alleanza, cacciando i Cartaginesi                                                             |
| 212 a.C.              | Assedio di Taranto                            | Annibale riuscì a conquistare la città di Taranto ma non la sua arx difesa dalla guarnigione romana                                                                                     |
| 212 a.C.              | Battaglia di Benevento                        | Vide la vittoria del console romano Quinto Fulvio Flacco nei confronti delle forze cartaginesi                                                                                          |
| 212 a.C.              | Battaglia dei Campi Veteres                   | Vide la sconfitta e morte del proconsole romano Tiberio Sempronio Gracco da parte delle forze cartaginesi di Magone il Sannita                                                          |
| 212 a.C.              | Assedio di Capua                              | Annibale sconfigge i consoli Quinto Fulvio Flacco e Appio Claudio, ma l'esercito romano riesce a salvarsi                                                                               |
| 212 a.C.              | Battaglia del Silaro                          | Annibale sconfigge l'esercito del pretore romano Marco Centenio Penula |
| 212 a.C.              | Battaglia di Erdonia                          | Annibale sconfigge l'esercito romano del pretore Gneo Fulvio Flacco |
| 211 a.C.              | Battaglie del Baetis superiore (Guadalquivir) | Publio e Gneo Cornelio Scipione sono uccisi in due battaglie dai Cartaginesi comandati dal fratello di Annibale, Asdrubale                                                              |
| 211 a.C.              | Assedio di Capua                              | Annibale non è in grado di rompere l'assedio romano della città |
| 211 a.C.              | Incursione di Annibale verso Roma             | Annibale prova a sorprendere i Romani, ponendo il proprio accampamento a soli 40 stadi da Roma                                                                                          |
| 210 a.C.              | Battaglia di Sapriporte                       | Una flotta romana di venti imbarcazioni venne sconfitta a 15 miglia romane da Taranto da una flotta tarentina comandata da un certo Democrate                                           |
| 210 a.C.              | Seconda battaglia di Erdonia                  | Annibale distrugge l'esercito romano di Gneo Fulvio Centumalo, che è ucciso |
| 210 a.C.              | Battaglia di Numistro                         | Battaglia dall'esito infruttuoso tra Annibale e Marcello |
| 209 a.C.              | Battaglia di Ascoli                           | Annibale sconfigge Marcello in una battaglia non decisiva |
| 209 a.C.              | Battaglia di Lamia                            | Fu combattuta e vinta da Filippo V di Macedonia contro la lega etolica, alleata dei Romani                                                                                              |
| 208 a.C.              | Battaglia di Baecula                          | I Romani in Spagna sotto Publio Cornelio Scipione (poi Africano) sconfiggono Asdrubale                                                                                                  |
| 207 a.C.              | Battaglia di Grumento                         | Il generale romano Gaio Claudio Nerone combatte una battaglia non decisiva contro Annibale, poi corre al nord per affrontare il fratello di Annibale, Asdrubale, che ha invaso l'Italia |
| 207 a.C.              | Battaglia del Metauro                         | Asdrubale, alla guida dei rinforzi per Annibale, è sconfitto e ucciso dall'esercito romano di Nerone                                                                                    |
| 207 a.C.              | Battaglia di Carmona                          | I romani sotto il comando di Publio Cornelio Scipione assediarono la città di Carmona, sottraendola al potere di Asdrubale Giscone                                                      |
| 206 a.C.              | Battaglia di Ilipa                            | Scipione (poi Africano) annienta le rimanenti forze cartaginesi in Spagna |
| 206 a.C.              | Battaglia del Guadalquivir                    | I Romani sotto il comando di Gaio Lucio Marcio Settimio sconfiggono i Cartaginesi comandati da Annone, presso il fiume spagnolo Guadalquivir                                            |
| 206 a.C.              | Battaglia di Carteia                          | La flotta romana sotto il comando di Gaio Lelio sconfigge quella cartaginese sotto il comando di Aderbale                                                                               |
| 204 a.C.              | Battaglia di Crotone                          | Annibale contro il generale romano Sempronio nel Sud Italia |
| 203 a.C.              | Battaglia dei Campi Magni                     | I Romani sotto Scipione sconfiggono l'esercito cartaginese di Asdrubale Giscone e Siface. Annibale è costretto a tornare in Africa                                                      |
| 202 a.C. (19 ottobre) | Battaglia di Zama                             | Publio Cornelio Scipione (Africano Maggiore) con l'aiuto di Massinissa sconfigge decisivamente Annibale in Nord Africa, mettendo fine alla seconda guerra punica                        |

## II secolo a.C.
| Anno/periodo         | Battaglia                             | schieramenti e svolgimento |
| -------------------- | ------------------------------------- | --- |
| 200 a.C.             | Battaglia di Cremona                  | Forze romane sconfiggono i Galli della Gallia Cisalpina |
| 198 a.C.             | Battaglia dell'Aoo                    | Le forze romane di Tito Quinzio Flaminino sconfiggono i Macedoni di Filippo V                                                                                             |
| 197 a.C.             | Battaglia di Cynoscephalae            | I Romani sotto Flaminino sconfiggono definitivamente Filippo in Tessaglia                                                                                                 |
| 195 a.C.             | Battaglia di Gythium                  | Con l'assistenza romana, Filopemene della Lega achea sconfigge gli Spartani comandati da Nabide                                                                           |
| 194 a.C.             | Battaglia di Piacenza                 | La battaglia venne combattuta e vinta dai Romani contro i Galli Boi |
| 193 a.C.             | Battaglia di Mutina                   | Vittoria romana sui Galli presso Modena, l'antica Mutina |
| 191 a.C.             | Battaglia delle Termopili             | I Romani sotto Manio Acilio Glabrione sconfiggono Antioco III e lo costringono a fuggire in Grecia                                                                        |
| 191 a.C.             | Battaglia di Corico                   | Tra Gaio Livio Salinatore e Antioco III |
| 190 a.C.             | Battaglia dell'Eurimedonte            | Lucio Emilio Regillo sconfigge una flotta seleucide comandata da Annibale, che combatte la sua ultima battaglia                                                           |
| 190 a.C.             | Battaglia di Myonessus                | Un'altra flotta seleucide è sconfitta dai Romani |
| 190 a.C. (dicembre)  | Battaglia di Magnesia (presso Smirne) | I Romani sotto Lucio Cornelio Scipione e suo fratello Scipione Africano maggiore sconfiggono Antioco III il Grande nella decisiva vittoria della guerra                   |
| 189 a.C.             | Battaglia del Monte Olimpo            | I Romani, sotto la guida di Gneo Manlio Vulsone, alleati con Attalo II del Regno di Pergamo, battono pesantemente un esercito di Celti della Galatia                      |
| 189 a.C.             | Battaglia di Ancyra                   | I Romani, sotto la guida di Gneo Manlio Vulsone, alleati con Attalo II del Regno di Pergamo, battono per la seconda volta e in modo definitivo i Celti della Galatia      |
| 171 a.C.             | Battaglia di Callicinus               | Perseo di Macedonia sconfigge un esercito romano sotto Publio Licinio Crasso                                                                                              |
| 168 a.C. (22 giugno) | Battaglia di Pidna                    | I Romani sotto Lucio Emilio Paolo Macedonico sconfiggono e catturano il re macedone Perseo, concludendo la Terza guerra macedonica                                        |
| 148 a.C.             | Battaglia di Pidna                    | Le forze del pretendente macedone Andrisco sono sconfitte dai Romani sotto Quinto Cecilio Metello nel punto cruciale della Quarta guerra macedonica                       |
| 147 a.C.             | Battaglia di Neferis                  | Le forze romane condotte da Scipione Emiliano ottengono una decisiva vittoria contro i Cartaginesi durante la terza guerra punica                                         |
| 146 a.C.             | Battaglia di Cartagine                | Scipione Emiliano espugna e distrugge Cartagine, concludendo la terza guerra punica                                                                                       |
| 146 a.C.             | Battaglia di Corinto                  | I Romani sotto Lucio Mummio sconfiggono le forze della lega achea di Critolao, che è ucciso. Corinto è distrutta e la Grecia entra sotto il diretto controllo romano      |
| 113 a.C.             | Battaglia di Noreia                   | Le forze germaniche calate dal Nord, comandate dalla tribù dei Cimbri di Boiorix, battono un esercito romano accorrente presso la capitale del Regno del Norico, Noreia   |
| 109 a.C.             | Battaglia del fiume Rodano            | Un esercito romano sotto la guida di Marco Giunio Silano viene sconfitto da un esercito di celti Elvezi                                                                   |
| 108 a.C.             | Battaglia del Muthul                  | Cecilio Metello sconfigge le forze di Giugurta di Numidia |
| 107 a.C.             | Battaglia di Agen                     | Le armate romane di Lucio Cassio Longino sono annientate da una coalizione formata dalle tribù germaniche dei Cimbri e Teutoni e da quelle celtico-elvetiche dei Tigurini |
| 105 a.C. (6 ottobre) | Battaglia di Arausio                  | I Cimbri infliggono una dura sconfitta all'esercito romano di Manlio Massimo                                                                                              |
| 102 a.C.             | Battaglia di Aquae Sextiae            | I Romani sotto Gaio Mario spazzano via i Teutoni |
| 101 a.C.             | Battaglia dei Campi Raudii            | I Romani sotto Gaio Mario sconfiggono e distruggono definitivamente i Cimbri                                                                                              |

## I secolo a.C.
| Anno/periodo             | Battaglia                          | schieramenti e svolgimento |
| ------------------------ | ---------------------------------- | --- |
| 90 a.C.                  | Assedio di Acerra                  | L'esercito romano guidato da Lucio Giulio Cesare sconfigge il condottiero sannita Gaio Papio Mutilo |
| 89 a.C.                  | Battaglia del lago del Fucino      | Forze romane sotto Lucio Porcio Catone sono sconfitte nel Fucino dai ribelli Marsi nella Guerra sociale |
| 89 a.C.                  | Battaglia di Ascoli (Asculum)      | L'esercito romano di Gneo Pompeo Strabone sconfigge definitivamente i ribelli nella Guerra sociale |
| 89 a.C.                  | Battaglia del fiume Amnia          | Tra le forze di Nicomede IV (alleato dei Romani) e quelle di Mitridate VI del Ponto, che ebbero la meglio (vedi prima guerra mitridatica).                                                                                       |
| 89 a.C.                  | battaglia di Protophachium         | Tra le forze alleate romane di Manio Aquilio unitamente a quelle bitine di Nicomede IV, contro quelle di Mitridate VI del Ponto, che ebbero la meglio (vedi prima guerra mitridatica).                                           |
| 88 a.C.                  | Assedio di Rodi                    | Città alleata dei Romani, da parte di Mitridate VI |
| 87 a.C.                  | Battaglia di Cheronea (prima)      | Combattuta tra i Romani del vice-governatore della provincia di Macedonia Quinto Bruzzio Sura e le forze pontiche di Mitridate VI, guidate dal generale Archelao                                                                 |
| 87 a.C.                  | Assedio di Atene                   | Da parte di Lucio Cornelio Silla, contro gli Ateniesi che si erano ribellati al potere romano |
| 86 a.C.                  | Battaglia di Cheronea (seconda)    | Forze romane di Lucio Cornelio Silla sconfiggono le forze del Ponto, di Archelao nella Prima guerra mitridatica |
| 86 a.C.                  | Battaglia di Orchomenus            | Silla sconfigge ancora Archelao nella decisiva battaglia della Prima guerra mitridatica |
| 83 a.C.                  | Battaglia del monte Tifata         | Silla sconfigge le forze popolari di Gaio Norbano nella Prima guerra civile romana |
| 82 a.C.                  | Battaglia del fiume Asio           | Quinto Cecilio Metello Pio sconfigge l'armata dei Populares che erano comandati da Gaio Carrina durante la guerra civile |
| 82 a.C.                  | Battaglia di Sacriporto            | Venne combattuta tra gli Optimates posti sotto il comando di Lucio Cornelio Silla e i Populares posti sotto il comando di Gaio Mario il giovane. Agli Optimates andò la vittoria                                                 |
| 82 a.C.                  | Prima battaglia di Clusium         | Battaglia combattuta durante la guerra civile che vide la vittoria dell'armata degli Optimates, posti sotto il comando di Silla, contro i Populares di Gneo Papirio Carbone.                                                     |
| 82 a.C.                  | Battaglia di Faventia              | Durante la guerra civile gli Optimates sotto il comando di Quinto Cecilio Metello Pio battono i Populares di Gaio Norbano Balbo                                                                                                  |
| 82 a.C.                  | Battaglia di Fidentia              | Durante la guerra civile gli Optimates di Marco Terenzio Varrone Lucullo battono i Populares di Lucio Quinzio |
| 82 a.C.                  | Seconda battaglia di Clusium       | Gneo Pompeo Magno sconfigge un'armata numericamente superiode dei Populares di Gaio Carrina e Gaio Marcio Censorino. |
| 82 a.C.                  | Battaglia di Porta Collina         | Ancora Silla sconfigge i Sanniti alleati con il partito popolare di Roma nella battaglia decisiva della guerra civile |
| 81 a.C.                  | Assedio di Mitilene                | Le forze di Marco Minucio Termo e Lucio Licinio Lucullo sconfiggono i mitileniesi, rivoltatisi all'amministrazione romana e sospettati di aiutare i pirati dell'Egeo. Fu il primo incarico militare di Gaio Giulio Cesare.       |
| 80 a.C.                  | Battaglia del fiume Baetis         | Forze ribelli sotto Quinto Sertorio sconfiggono le forze legali romane di Lucio Fulfidia in Spagna |
| 74 a.C.                  | Battaglia di Calcedonia            | Le forze romane sono battute da quelle di Mitridate VI |
| 74 a.C.                  | Battaglia del fiume Rindaco        | Lucio Licinio Lucullo batte la cavalleria mitridatica |
| 73 a.C.                  | Battaglia di Cizico                | Forze romane sotto Lucio Licinio Lucullo sconfiggono le forze di Mitridate VI del Ponto |
| 73 a.C.                  | Battaglia del Vesuvio              | Le forze ribelli del gladiatore Spartaco distruggono un'armata romana comandata da Gaio Claudio Glabro |
| 72 a.C.                  | Battaglia del Gargano              | Forze romane sotto Lucio Gellio Publicola sconfiggono gli schiavi ribelli comandati dal gladiatore Crixo |
| 72 a.C.                  | Battaglia di Cabira                | Lucullo sconfigge ancora Mitridate e conquista il Ponto |
| 71 a.C.                  | Battaglia del fiume Sele           | Marco Licinio Crasso batte Spartaco presso il fiume Sele |
| 70 a.C.                  | assedio di Amiso                   | Durò quasi tre anni da parte di Lucullo |
| 69 a.C.                  | Battaglia di Tigranocerta          | Lucullo sconfigge l'esercito di Tigrane II, che appoggiava il suocero Mitridate VI del Ponto |
| 68 a.C.                  | Battaglia di Artaxata              | Lucullo sconfigge ancora Tigrane |
| 68 a.C.                  | Assedio di Nisibis                 | Da parte delle truppe di Lucullo |
| 68 a.C.                  | Battaglia di Comana Pontica        | Tra Triario e Mitriadate |
| 67 a.C.                  | Battaglia di Zela                  | Mitridate VI sconfigge un legatus di Lucullo, un certo Triario, nella stessa località dove Cesare vent'anni più tardi otterrà una delle sue più memorabili vittorie                                                              |
| 66 a.C.                  | Battaglia di Nicopoli al Lico      | Questo scontro vide le forze romane di Pompeo trionfare su quelle di Mitridate, re del Ponto |
| 62 a.C. (gennaio)        | Battaglia di Pistoia               | Le forze del cospiratore Catilina sono sconfitte dalle forze armate romane governative di Gaio Antonio |
| 58 a.C.                  | Battaglia di Genava (13 aprile)    | Gaio Giulio Cesare sbarra il passaggio a 368000 Elvezi. |
| 58 a.C. (10 giugno)      | Battaglia del fiume Arar           | Gaio Giulio Cesare si difende dalla migrazione degli Elvezi |
| 58 a.C. (luglio)         | Battaglia di Bibracte              | Giulio Cesare di nuovo ferma gli Elvezi |
| 58 a.C. (10 settembre)   | Battaglia in Alsazia (58 a.C.)     | Giulio Cesare ferma l'esercito germanico agli ordini di Ariovisto |
| 57 a.C.                  | Battaglia del fiume Axona          | Giulio Cesare inizia la sua campagna contro i Belgi con questa battaglia |
| 57 a.C. (luglio)         | Battaglia del Sabis                | Giulio Cesare sconfigge i Nervi |
| 57 a.C. (settembre)      | Battaglia di Namur                 | Giulio Cesare chiude la sua campagna contro i Belgi |
| 53 a.C.                  | Battaglia di Carre (Carrhae)       | Il triumviro Crasso è sconfitto e ucciso dai Parti |
| 52 a.C.                  | Battaglia di Avarico               | Cesare assedia la città di Avarico sterminando i Galli |
| 52 a.C.                  | Battaglia di Gergovia              | Cesare subisce una sconfitta non decisiva da Vercingetorige |
| 52 a.C.                  | Battaglia di Alesia                | Cesare sconfigge il ribelle gallico Vercingetorige in un lungo e duro assedio alla roccaforte gallia di Alesia, completando la conquista romana della Gallia transalpina                                                         |
| 51 a.C. (ottobre)        | Battaglia di Antigonia             | Gaio Cassio Longino sconfigge i Parti nei pressi di Antigonia di Siria |
| 49 a.C. (15-21 febbraio) | Assedio di Corfinio                | Cesare assedia Corfinium e la costringe alla resa. 33 coorti passano dalla parte del conquistatore della Gallia |
| 49 a.C. (9-17 marzo)     | Assedio di Brindisi                | Cesare assedia Brundisium ma non riesce ad impedire la fuga di Gneo Pompeo Magno in Epiro a Dyrrhachium. |
| 49 a.C.                  | Assedio di Marsiglia               | Giulio Cesare cinge la città costringendola alla resa |
| 49 a.C. (27 giugno)      | Battaglia di Marsiglia             | Battaglia navale dove Decimo Bruto sconfigge la flotta della città di Marsiglia |
| 49 a.C. (31 luglio)      | Battaglia di Tauroento             | Battaglia navale dove Decimo Bruto sconfigge nuovamente la flotta della città di Marsiglia e quella romana comandata dal pompeiano Lucio Nasidio                                                                                 |
| 49 a.C. (24 agosto)      | Battaglia del fiume Bagradas       | Il generale di Cesare, Gaio Curio, è sconfitto in Nord Africa dai pompeiani di Attio Varo e dal re Giuba I di Numidia. Curio si suicida                                                                                          |
| 48 a.C. (10 luglio)      | Battaglia di Durazzo (Dyrrhachium) | Cesare evita a stento una pesante sconfitta contro Pompeo in Macedonia |
| 48 a.C. (9 agosto)       | Battaglia di Farsalo               | Cesare sconfigge definitivamente Pompeo, che fugge in Egitto |
| 47 a.C. (febbraio)       | Battaglia del Nilo                 | Cesare sconfigge le forze del re egizio Tolomeo XIII |
| 47 a.C. (maggio)         | Battaglia di Zela                  | Cesare sconfigge il re Farnace II del Ponto. Questa è la battaglia in cui disse il famoso Veni, vidi, vici. (venni, vidi, vinsi)                                                                                                 |
| 46 a.C. (4 gennaio)      | Battaglia di Ruspina               | Cesare batte le forze del suo ex-legatus di Gallia, Tito Labieno |
| 46 a.C. (6 febbraio)     | Battaglia di Tapso (Thapsus)       | Cesare sconfigge l'esercito pompeiano di Metello Scipione in Nord Africa |
| 45 a.C. (17 marzo)       | Battaglia di Munda                 | Nella sua ultima vittoria, Cesare sconfigge le forze pompeiane di Tito Labieno e Gneo Pompeo il giovane in Spagna. Labieno è ucciso nella battaglia e il giovane Pompeo catturato e giustiziato                                  |
| 43 a.C. (14 aprile)      | Battaglia di Forum Gallorum        | Antonio, assediando l'assassino di Cesare, Decimo Bruto, a Modena (Mutina), sconfigge le forze del console Pansa, che è ferito, ma è poi immediatamente sconfitto dall'esercito dell'altro console, Irzio                        |
| 43 a.C. (21 aprile)      | Battaglia di Modena (Mutina)       | Antonio è ancora sconfitto in battaglia da Irzio, che è ucciso. Malgrado Antonio fallisca nel prendere Mutina, Decimo Bruto viene ucciso poco più tardi                                                                          |
| 42 a.C. (3 ottobre)      | Prima battaglia di Filippi         | I triumviri Marco Antonio e Ottaviano combattono una battaglia decisiva con gli assassini di Cesare Marco Bruto e Cassio. Malgrado Bruto sconfigga Ottaviano, Antonio sconfigge Cassio, che si suicida                           |
| 42 a.C. (23 ottobre)     | Seconda battaglia di Filippi       | L'esercito di Bruto è definitivamente sconfitto da Antonio e Ottaviano. Bruto fugge, ma si suicida poco dopo |
| 41 a.C.                  | Battaglia di Perugia               | Lucio Antonio, fratello di Marco Antonio, e sua moglie Fulvia, sono sconfitti da Ottaviano |
| 39 a.C.                  | Battaglia del monte Tauro          | Publio Ventidio Basso sconfigge i Parti e le forze di Quinto Labieno il quale muore |
| 38 a.C. (9 giugno)       | Battaglia del Monte Gindaro        | Publio Ventidio Basso annienta l'esercito Partico di Pacoro I riportando la Siria sotto il totale controllo romano. Il re dei Parti viene ucciso nello scontro, mentre il luogotenente romano celebrerà un grande trionfo a Roma |
| 36 a.C.                  | Battaglia di Naulochus             | La flotta di Ottaviano, sotto il comando di Marco Vipsanio Agrippa, sconfigge le forze di Sesto Pompeo |
| 31 a.C. (2 settembre)    | Battaglia di Azio (Actium)         | Ottaviano e Agrippa sconfiggono definitivamente Antonio e Cleopatra in una battaglia navale nei pressi della Grecia |
| 25 a.C.                  | Battaglia di Vellica               | Le forze romane di Augusto combattono contro i Cantabri ed ottengono una fondamentale vittoria |
| 25 a.C.                  | Assedio di Aracillum               | Le forze romane di Gaio Antistio Vetere ottengono una nuova vittoria sui Cantabri |
| 16 a.C.                  | Clades Lolliana                    | Le truppe del console Marco Lollio Paolino furono sconfitte da una scorreria di popolazioni germaniche in Gallia |
| 11 a.C.                  | Battaglia del fiume Lupia          | Forze romane sotto il figlioccio di Augusto, Druso maggiore, conquistano una vittoria in Germania Magna |

## I secolo
| Anno/periodo            | Battaglia                                          | schieramenti e svolgimento |
| ----------------------- | -------------------------------------------------- | --- |
| 9 d.C. (settembre)      | Battaglia della Foresta di Teutoburgo              | Arminio a capo di una coalizione germanica che vedeva nei Cheruschi i promotori della rivolta, annientò tre intere legioni romane comandate dal legato Publio Quintilio Varo              |
| 15                      | Battaglia dei Pontes longi ovvero dei Ponti lunghi | Combattuta tra il Reno ed il fiume Ems appartiene alla campagna di Germanico e fu combattuta dal suo legato Aulo Cecina Severo e tribù germane condotte da Arminio, principe dei Cherusci |
| 16                      | Battaglia di Idistaviso                            | Germanico vendica la sconfitta di Teutoburgo sconfiggendo i Germani di Arminio |
| 28                      | Battaglia della foresta di Baduenna                | Lucio Apronio seda una rivolta dei Frisi |
| 43                      | Battaglia di Medway                                | Claudio e il suo generale Aulo Plauzio sconfiggono una confederazione di Britanni |
| 50                      | Battaglia di Caer Caradock                         | Il capo britannico Carataco è sconfitto e catturato dai Romani di Publio Ostorio Scapula                                                                                                  |
| 58                      | Sacco di Artaxata                                  | fu condotto dal comandante romano Gneo Domizio Corbulone durante la guerra in Armenia |
| 60                      | Battaglia di Camulodunum                           | Boudicca inizia la rivolta contro i Romani catturando e poi saccheggiando la città di Camulodunum (oggi Colchester) poi mosse verso Londinium (Londra)                                    |
| 61                      | Battaglia della strada Watling                     | L'insurrezione della regina bretone Boudicca contro i Romani è sconfitta da Svetonio Paolino                                                                                              |
| 62                      | Battaglia di Rhandeia                              | I Romani di Lucio Cesennio Peto sono sconfitti da un esercito di Parti e Armeni comandati dal re Tiridates di Parthia                                                                     |
| 66                      | Battaglia di Beth Horon                            | Le forze giudee condotte da Eleazaro di Simone riuscirono a battere le forze romane accorrenti del governatore di Siria, Cestio Gallo. Iniziava così la prima guerra giudaica             |
| 66                      | Assedio di Ascalona                                | I Romani respingono un esercito assediante di Giudei |
| 67 (fine maggio/giugno) | Assedio di Iotapata                                | Vespasiano assedia ed occupa la città dei Giudei, che erano comandati da Giuseppe Flavio                                                                                                  |
| 67 (giugno)             | Assedio di Iafa                                    | Il legatus legionis Traiano occupa la città galilea di Iafa |
| 67 (inizi luglio)       | battaglia del monte Garizim                        | Il legatus legionis Sesto Vettuleno Ceriale sconfigge i Samaritani |
| 67 (settembre)          | Battaglia di Ioppe                                 | Vespasiano occupa la città giudea di Ioppe (oggi Giaffa) |
| 67                      | Assedio di Tarichee                                | Vespasiano assedia con successo la città ribelle di Tarichee |
| 67 (ottobre/novembre)   | Assedio di Gamala                                  | Vespasiano assedia la città ribelle di Gamala |
| 67 (novembre)           | Battaglia del Monte Tabor                          | Il legato di Vespasiano, Giulio Placido batte un contingente di Giudei |
| 68 (febbraio)           | battaglia del fiume Giordano                       | Le forze romane di Vespasiano trucidarono 15000 giudei |
| 69                      | Battaglia di Forum Iulii                           | Gli Otoniani sconfiggono un piccolo gruppo di forze ausiliarie dei Vitelliani in Gallia Narbonensis                                                                                       |
| 69                      | Assedio di Piacenza                                | I Vitelliani attaccano Piacenza, ma, di fronte alla resistenza dei difensori, si ritirano.                                                                                                |
| 69                      | Battaglia di locus Castorum                        | I Vitelliani attaccano gli Otoniani nelle vicinanze di Cremona, ma vengono sconfitti. |
| 69 (14 aprile)          | Prima battaglia di Bedriaco                        | Vitellio, comandante delle armate del Reno, sconfigge l'imperatore Otone e sale al trono                                                                                                  |
| 69 (19 ottobre)         | Assedio del Campidoglio                            | I Flaviani vengono assediati sul Campidoglio dai Vitelliani, che riescono a sfondare le difese ed a sconfiggerli.                                                                         |
| 69 (24 ottobre)         | Seconda battaglia di Bedriaco                      | Le forze romane sotto il comando di Marco Antonio Primo, comandante dell'esercito del Danubio leale a Vespasiano, sconfiggono le forze dell'imperatore Vitellio                           |
| 69 (25 ottobre)         | Assedio di Cremona                                 | Subito dopo la battaglia, i Flaviani assediano i Vitelliani rifugiatisi a Cremona, che alla fine si arresero.                                                                             |
| 69 (novembre/dicembre)  | Assedio di Terracina                               | I Vitelliani riconquistano la rocca caduta nelle mani di soldati passati dalla parte dei vittoriosi Flaviani.                                                                             |
| 69 (22 dicembre)        | Battaglia di Roma                                  | Le forze Flaviane guidate da Antonio Primo penetrano a Roma e sconfiggono i Vitelliani. A questa battaglia seguirà la morte di Vitellio.                                                  |
| 70 (aprile-agosto)      | Assedio di Gerusalemme                             | Tito espugna la città, distruzione dell'antico Tempio di Salomone |
| 71                      | Assedio di Macheronte                              | Il legatus Augusti pro praetore Sesto Lucilio Basso assedia e occupa la fortezza giudea di Macheronte                                                                                     |
| 73                      | Assedio di Masada                                  | Il legatus Augusti pro praetore Lucio Flavio Silva assedia e occupa la fortezza giudea di Masada                                                                                          |
| 84                      | Battaglia del monte Graupio                        | Gneo Giulio Agricola sconfigge i Caledoni |
| 86                      | Battaglia di Tapae                                 | Gaio Oppio Sabino è sconfitto dai Daci di Decebalo |
| 88                      | Battaglia di Tapae                                 | Tettio Giuliano sconfigge i Daci di Decebalo |

## II secolo
| Anno/periodo      | Battaglia                        | schieramenti e svolgimento |
| ----------------- | -------------------------------- | --- |
| 101               | Battaglia di Tapae               | Traiano sconfigge i Daci di Decebalo |
| 102               | Battaglia di Adamclisi           | L'armata romana condotta dallo stesso Traiano distrugge le forze combinate di Daci e sarmati Roxolani, malgrado i Romani abbiano subito pesanti perdite                                                                                                  |
| 106               | Battaglia di Sarmizegetusa Regia | Un'armata romana condotta da Traiano conquista e distrugge la capitale dei Daci, Sarmizegetusa Regia. Termina così la conquista della Dacia, che viene trasformata in provincia romana                                                                   |
| 115               | Assedio di Hatra                 | Traiano, nel corso delle sue campagne partiche non riesce ad occupare questa forte città della Mesopotamia |
| 115               | Assedio di Dura Europos          | Traiano, nel corso delle sue campagne partiche assedia ed occupa Dura Europos |
| 116               | Assedio di Ctesifonte            | Traiano occupa la capitale dei Parti |
| 165               | Assedio di Dura Europos          | Lucio Vero, nel corso delle sue campagne partiche assedia ed occupa Dura Europos |
| 165               | Assedio di Ctesifonte            | Lucio Vero occupa la capitale dei Parti |
| 170               | Battaglia di Carnuntum           | Il governatore romano della Pannonia superiore e la sua armata, forte di 20000 soldati, venne sconfitta da un'orda di barbari che poi riuscì a spingersi lungo la via dell'ambra fino all'Italia settentrionale. Era l'inizio delle guerre marcomanniche |
| 170               | Assedio di Aquileia              | I barbari penetrati fino in Italia, assediarono la città di Aquileia senza però riuscire a prenderla |
| 178/179           | Battaglia in Marcomannia         | Il prefetto del pretorio, Tarutieno Paterno, impegnò il nemico germanico di Quadi e Marcomanni per un'intera giornata (tanto era numeroso), riportando alla fine una vittoria risolutiva ai fini della guerra.                                           |
| 193               | Battaglia di Cizico              | Settimio Severo sconfigge il suo rivale della parte orientale Pescennio Nigro |
| 193               | Battaglia di Nicea               | Severo sconfigge nuovamente Nigro |
| 194               | Battaglia di Isso                | Severo sconfigge definitivamente Nigro |
| 197 (17 febbraio) | Battaglia di Lugdunum            | Settimio Severo sconfigge ed uccide il suo rivale Clodio Albino, assumendo il pieno controllo dell'Impero |
| 197               | Assedio di Nisibis               | Le armate partiche tentarono senza successo di assediare la città, in mano ai Romani, provocando l'inizio delle campagne militari dell'Imperatore Settimio Severo negli anni 197-198                                                                     |
| 197 (estate)      | Assedio di Dura Europos          | Settimio Severo occupa la città di Dura Europos |
| 197 (estate)      | Assedio di Ctesifonte            | Settimio Severo occupa la capitale dei Parti |
| 197-198           | Assedio di Hatra                 | Settimio Severo, nel corso delle sue campagne partiche non riesce ad occupare questa forte città della Mesopotamia |

## III secolo
| Anno/periodo          | Battaglia                        | schieramenti e svolgimento |
| --------------------- | -------------------------------- | --- |
| 217                   | Battaglia di Nisibis             | Vide la vittoria dei Parti sulle armate romane in ritirata dopo la morte dell'imperatore romano, Caracalla                                                               |
| 218 (8 giugno)        | Battaglia di Antiochia           | Vario Avito sconfigge l'imperatore Macrino per ascendere al trono sotto il nome di Eliogabalo                                                                            |
| 229                   | Assedio di Hatra                 | La città alleata e/o occupata dai Romani, viene assediata dai Sasanidi                                                                                                   |
| 235 circa             | Battaglia di Harzhorn            | Campagna germanica condotta da Massimino Trace oltre i confini imperiali fino a spingersi a 300-400 miglia dalle postazioni romane                                       |
| 238 (12 aprile)       | Battaglia di Cartagine           | Truppe leali all'imperatore romano Massimino Trace sconfiggono e uccidono l'imperatore Gordiano II                                                                       |
| 238 (aprile/maggio)   | Assedio di Aquileia              | Massimino il Trace assediò la città di Aquileia, che si era opposta al suo passaggio. Qui l'imperatore romano fu ucciso dai suoi stessi soldati della legio II Parthica. |
| 239                   | Assedio di Dura Europos          | Ardashir I tenta invano di distruggere la roccaforte romana |
| 240                   | Assedio di Hatra                 | La città alleata e/o occupata dai Romani, viene assediata e poi distrutta dai Sasanidi                                                                                   |
| 243                   | Battaglia di Resena              | Le forze romane di Gordiano III sconfiggono i Sasanidi di Sapore I |
| 244                   | Battaglia di Mesiche             | L'esercito sasanide di Sapore I sconfigge quello romano di Gordiano III                                                                                                  |
| 249                   | Battaglia di Verona              | Decio sconfigge e uccide Filippo l'Arabo e conquista il trono |
| 250                   | Battaglia di Philippopolis       | Re Cuiva dei Goti sconfigge un esercito romano |
| 251 (giugno)          | Battaglia di Abrittus            | I Goti sconfiggono e uccidono l'imperatore romano Traiano Decio |
| 252/253               | Assedio di Nisibis               | Occupazione di Nisibis da parte delle truppe sasanidi di Sapore I |
| 252/253               | Battaglia di Barbalissos         | Sapore I sconfigge i Romani |
| 252/253               | Assedio di Antiochia             | I Sasanidi di Sapore I ottengono la resa della città |
| 256                   | Assedio di Dura Europos          | Sapore I distrugge la roccaforte romana dopo una tenace resistenza |
| 260 (fine estate)     | Battaglia di Edessa              | Sapore I sconfigge e cattura il l'imperatore romano Valeriano |
| 260                   | Assedio di Antiochia             | I Sasanidi di Sapore I ottengono la resa della città |
| 260                   | Assedio di Cesarea in Cappadocia | I Sasanidi di Sapore I ottengono la resa della città |
| 260 (autunno)         | Battaglia di Milano (260)        | Gallieno batte gli Alamanni |
| 268                   | Battaglia del fiume Nestos       | Gallieno riesce a respingere una "colonna" militare dell'esercito invasore dei Goti.                                                                                     |
| 268 (novembre)        | Battaglia del lago Benaco        | I Romani sotto Claudio II sconfiggono gli Alemanni. |
| 269 (inizi dell'anno) | Battaglia di Naissus             | Claudio, sotto l'imperatore Gallieno, sconfigge definitivamente i Goti                                                                                                   |
| 271 (gennaio)         | Battaglia di Piacenza            | L'imperatore Aureliano è sconfitto dalle forze alemanne che invadono la penisola italiana                                                                                |
| 271 (gennaio)         | Battaglia di Fano                | Aureliano sconfigge gli Alemanni, che iniziano a ritirarsi dall'Italia                                                                                                   |
| 271                   | Battaglia di Pavia               | Aureliano distrugge l'esercito alemanno in ritirata |
| 272                   | Battaglia di Immae               | Aureliano sconfigge l'esercito di Zenobia di Palmyra |
| 272                   | Battaglia di Emesa               | Aureliano sconfigge definitivamente Zenobia |
| 272                   | assedio di Palmira               | Aureliano assedia ed occupa Palmyra |
| 274                   | Battaglia di Chalons             | Aureliano sconfigge l'imperatore gallico Tetrico, ristabilendo il controllo centrale in tutto l'Impero                                                                   |
| 283                   | Assedio di Ctesifonte            | L'imperatore Marco Aurelio Caro riuscì ad occupare la capitale dei Sasanidi                                                                                              |
| 285 (luglio)          | Battaglia del fiume Margus       | L'usurpatore Diocleziano sconfigge l'esercito dell'imperatore Carino, che è ucciso                                                                                       |
| 296                   | Battaglia di Callinicum          | I Romani sotto il Cesare Galerio sono sconfitti dai Persiani di Narsete                                                                                                  |
| 297                   | Assedio di Ctesifonte            | I Romani sotto il Cesare Galerio assediano ed occupano la capitale dei Sasanidi                                                                                          |
| 298                   | Battaglia di Lingones            | Il Cesare Costanzo Cloro sconfigge gli Alemanni |
| 298                   | Battaglia di Vindonissa          | Costanzo sconfigge nuovamente gli Alemanni |

## IV secolo
| Anno/periodo       | Battaglia                        | schieramenti e svolgimento |
| ------------------ | -------------------------------- | --- |
| 312                | Battaglia di Torino              | Costantino sconfigge le forze leali di Massenzio                                                                              |
| 312                | Battaglia di Verona              | Costantino sconfigge il più forte generale di Massenzio                                                                       |
| 312                | Assedio di Aquileia              | La città fu assediata e cadde nelle mani delle armate di Costantino I, durante la guerra civile tra quest'ultimo e Massenzio. |
| 312 (28 ottobre)   | Battaglia di Ponte Milvio        | Costantino sconfigge Massenzio e assume il controllo della parte occidentale dell'impero                                      |
| 313 (30 aprile)    | Battaglia di Tzirallum           | Licinio sconfigge Massimino Daia, divenendo signore della parte orientale dell'impero                                         |
| 316                | Battaglia di Cibalae             | Costantino sconfigge Licinio                                                                                                  |
| 317                | Battaglia di Mardia              | Costantino sconfigge nuovamente Licinio, che gli cede l'Illirico                                                              |
| 324 (3 luglio)     | Battaglia di Adrianopoli         | Costantino sconfigge Licinio, che fugge a Bisanzio                                                                            |
| 324 (luglio)       | Battaglia dell'Ellesponto        | Crispo, figlio di Costantino, sconfigge le forze navali di Licinio                                                            |
| 324                | Assedio di Bisanzio              | Le forze di Costantino assediano quelle di Licinio prima dello scontro finale                                                 |
| 324 (18 settembre) | Battaglia di Crisopoli (Scutari) | Costantino sconfigge definitivamente Licinio, stabilendo il suo unico controllo sull'impero                                   |
| 326                | Assedio di Nisibis               | Fu condotto dal figlio del re sasanide Sapore II, Narsete, nel corso delle sue campagne in Mesopotamia contro l'Impero romano |
| 336                | assedio di Amida                 | Da parte di Narsete, figlio (o fratello?) di Sapore II                                                                        |
| 336                | Battaglia di Narasara            | La battaglia fu vinta dai Romani contro Narsete, figlio o fratello di Sapore II                                               |
| 337/338            | assedio di Nisibis               | Da parte di Sapore II |
| 344 o 348          | Battaglia di Singara             | L'imperatore Costanzo II combatte una battaglia decisiva contro il re persiano Sapore II e sembra l'abbia perduta.            |
| 351 (28 settembre) | Battaglia di Mursa Maggiore      | L'imperatore Costanzo II sconfigge l'usurpatore Magnenzio                                                                     |
| 352                | Battaglia di Pavia (352)         | Magnenzio sconfigge l'imperatore Costanzo II                                                                                  |
| 353                | Battaglia di Mons Seleucus       | Sconfitta finale di Magnenzio da parte di Costanzo II                                                                         |
| 356                | Battaglia di Reims               | Il cesare Giuliano è sconfitto dagli Alemanni                                                                                 |
| 357                | Battaglia di Strasburgo          | Giuliano espelle gli Alemanni dalla Valle del Reno                                                                            |
| 359                | Battaglia di Amida               | I Sasanidi catturano Amida dai Romani                                                                                         |
| 361                | Assedio di Aquileia              | Le truppe di Flavio Claudio Giuliano assediarono la città, anche dopo la morte dell'Augusto Costanzo II.                      |
| 363                | Battaglia di Ctesifonte          | L'imperatore Giuliano sconfigge Sapore II fuori dalle mura della capitale persiana                                            |
| 363                | Battaglia di Maranga             | L'imperatore Giuliano è ucciso nel corso della battaglia contro i Persiani                                                    |
| 366                | Battaglia di Tiatira             | L'imperatore Valente sconfigge Procopio                                                                                       |
| 368                | Battaglia di Solicinium          | I Romani sotto l'imperatore Valentiniano I sconfiggono un'altra incursione alemanna                                           |
| 377                | Battaglia dei Salici             | Le truppe romane combattono una inconcludente battaglia contro i Visigoti di Fritigerno                                       |
| 378                | Battaglia di Argentovaria        | L'imperatore d'Occidente Graziano è vittorioso sugli Alemanni                                                                 |
| 378 (9 agosto)     | Battaglia di Adrianopoli         | I Visigoti di Fritigerno sconfiggono e uccidono l'imperatore d'Oriente Valente                                                |
| 380                | Battaglia di Tessalonica         | I Goti sconfiggono di nuovo i Romani, comandati da Teodosio                                                                   |
| 388                | Assedio di Aquileia              | Teodosio I vi assediò e sconfigge Magno Massimo.                                                                              |
| 388                | Battaglia della Sava             | L'imperatore Teodosio I sconfigge l'usurpatore Magno Massimo                                                                  |
| 394 (6 settembre)  | Battaglia del Frigidus           | L'imperatore Teodosio I sconfigge e uccide l'usurpatore Flavio Eugenio e il suo generale franco Arbogaste                     |

## V secolo
| Anno/periodo      | Battaglia                       | schieramenti e svolgimento |
| ----------------- | ------------------------------- | --- |
| 401               | Assedio di Aquileia             | La città di Aquileia venne assediata e occupata dalle armate di Alarico. |
| 402 (6 aprile)    | Battaglia di Pollenzo           | Il generale romano Stilicone riporta una vittoria importante sui Visigoti di Alarico |
| 403 (giugno)      | Battaglia di Verona             | Stilicone sconfigge nuovamente Alarico, che si ritira dall'Italia |
| 406               | Battaglia di Fiesole            | L'esercito romano comandato da Stilicone annienta i Goti di Radagaiso |
| 406 (31 dicembre) | Battaglia di Magonza            | Fu combattuta tra le forze dei Franchi foederati dell'Impero romano d'Occidente e la coalizione di Vandali, Suebi e Alani |
| 410 (24 agosto)   | Sacco di Roma                   | I Visigoti sotto Alarico saccheggiano Roma |
| 419               | Battaglia dei Monti Nervasos    | Le forze romane, insieme ai Suebi riuscirono a battere una coalizione di Vandali ed Alani, giunti nella penisola iberica |
| 425               | Battaglia di Arles              | Il generale romano Ezio sconfigge i Visigoti di Teodorico I |
| 432               | Battaglia di Ravenna            | Il generale romano Ezio sconfigge il suo rivale Bonifacio, che è ucciso |
| 436               | Battaglia di Narbona            | Littorio sconfigge i Visigoti di Teodorico I |
| 447               | Battaglia dell'Utus             | Attila l'Unno sconfigge le truppe dell'Impero romano d'Oriente |
| 451 (giugno)      | Battaglia dei Campi Catalaunici | Forze del re visigoto Teodorico I e i Romani di Ezio respingono l'attacco di Attila l'Unno. Teodorico rimane ucciso durante la battaglia |
| 452               | Assedio di Aquileia             | La città di Aquileia fu assediata e distrutta dalle orde degli Unni di Attila. |
| 455               | Sacco di Roma                   | I Vandali espugnano e razziano Roma |
| 457               | Battaglia del Garigliano        | Maggioriano respinge i predoni vandali dall'Italia del Sud |
| 457               | Battaglia di Arles              | Maggioriano vince contro i Visigoti nei pressi di Arelate |
| 458               | Battaglia di Tolosa             | Scontro tra visigoti di Teodorico II e romani di Maggioriano l, vinto da questi ultimi |
| 463               | Battaglia di Orleans            | I Gallo-Romani e i Franchi Salii, sotto il comando di Egidio, sconfiggono un esercito dei Visigoti presso Orléans |
| 464               | Battaglia di Bergamo            | Ricimero affronta e sconfigge gli alani che avevano invaso l'Italia |
| 468               | Battaglia di Capo Bon           | Battaglia navale tra i Romani e i Vandali, conclusasi con la vittoria di quest'ultimi |
| 469               | Battaglia di Déols              | I Romani e i Franchi, sotto il comando di Paolo, sconfiggono un esercito dei Visigoti presso Déols |
| 476               | Assedio di Pavia                | Odoacre sconfigge le truppe del magi-ster militum Flavio Oreste obbligandolo a ritirarsi a Piacenza |
| 476 (28 agosto)   | Battaglia di Piacenza           | L'esercito ribelle di Odoacre sconfigge l'esercito del magister militum Oreste, che rimane ucciso sul campo di battaglia. Ravenna si arrende il 4 settembre ed Odoacre depone il sedicenne Romolo Augusto ponendo istituzionalmente fine all'Impero Romano d'Occidente |
| 4 settembre 476   | Battaglia di Ravenna            | L'esercito ribelle di Odoacre sconfigge l'esercito del magister militum Paolo. Odoacre depone il sedicenne Romolo Augusto ponendo istituzionalmente fine all'Impero Romano d'Occidente                                                                                 |
| 486               | Battaglia di Soissons           | Clodoveo I sconfigge il magister militum per Gallias Afranio Siagrio, signore di Soissons, che si arrende conquistando l'ultimo territorio dell'Impero Romano d'Occidente                                                                                              |